# 横山公男
横山 公男（よこやま きみお、1924年5月10日 - 2010年）は日本の建築家。千葉県船橋市出身。早稲田大学理工学部建築学科卒。

## 概要
事務所設立初期から日蓮正宗の総本山である大石寺の伽藍の設計を手がけ、大客殿の設計では日本建築学会賞を受賞した。1972年（昭和47年）には大石寺の伽藍設計の集大成となる正本堂を竣工させた。しかし、昭和末期から平成にかけて横山の設計した建物は徐々に取り壊され、現在では大講堂など境内に数えるほどしか残っていない。正本堂の解体には創価学会関係者だけでなく、建築関係者からも反対の声があった。
1988年、株式会社建築家会館第3代社長に就任、2期8年務めた。2008年、日本建築学会名誉会員。

## 作品

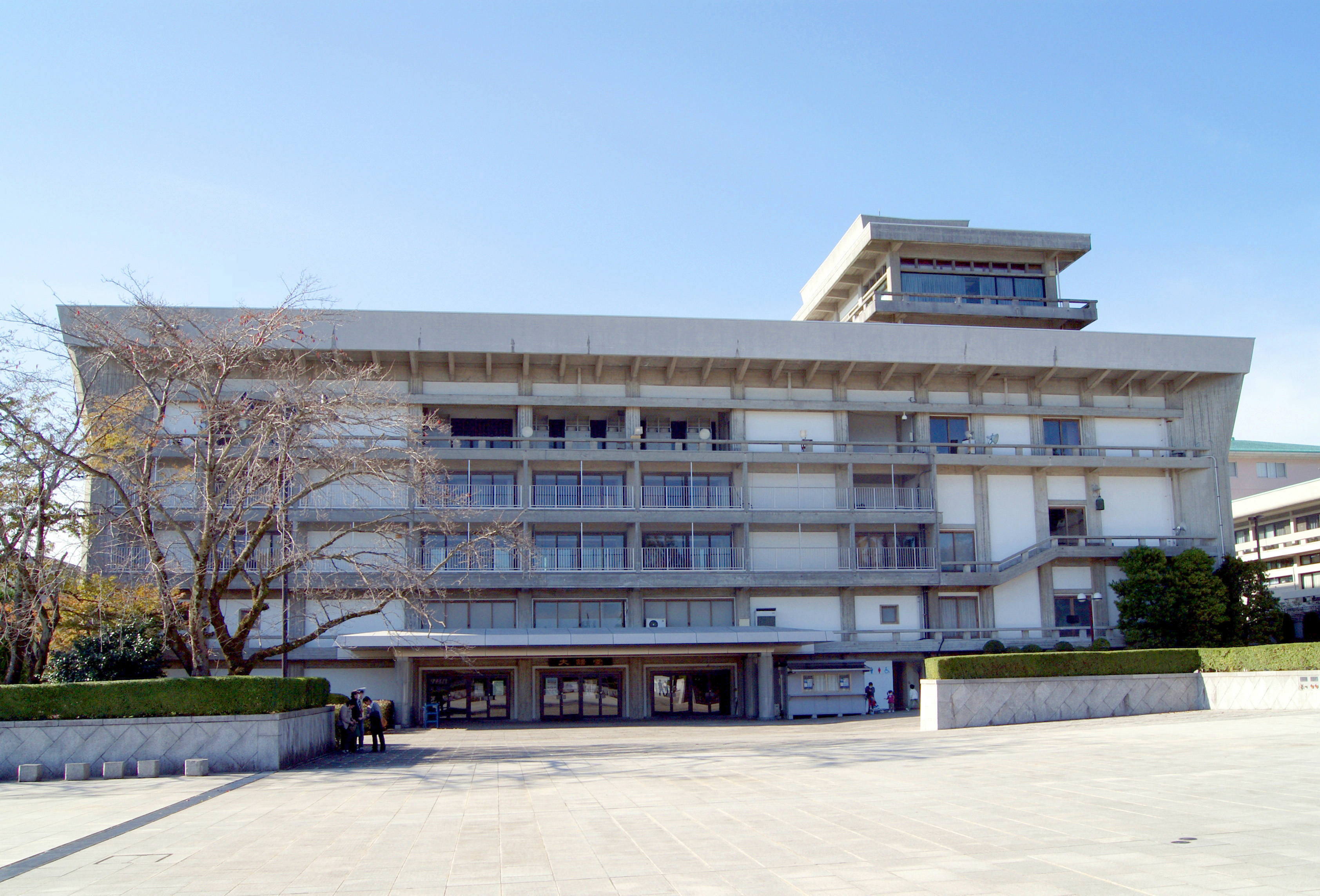
大石寺大講堂、2009年11月撮影

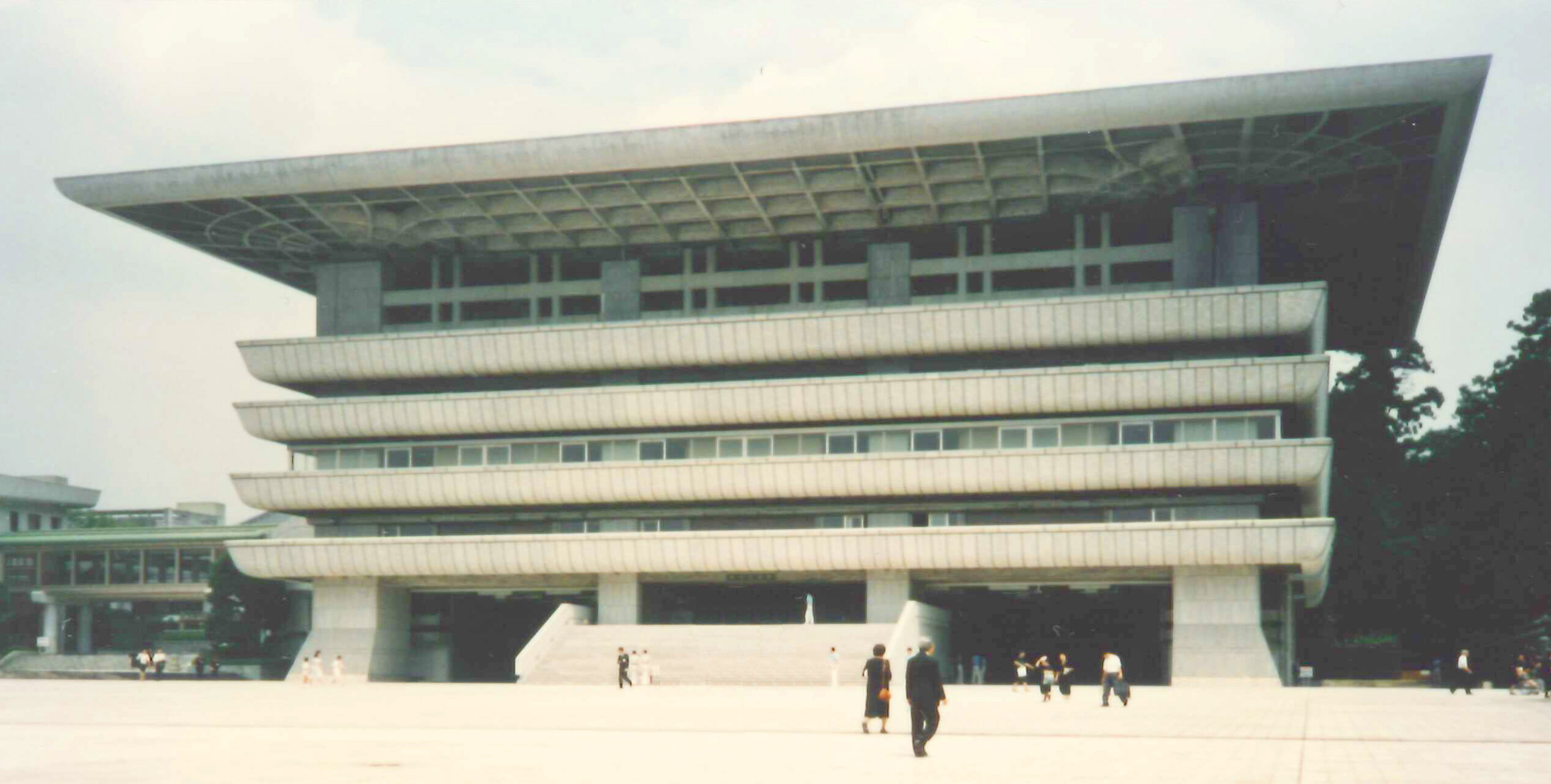
大石寺大客殿、1993年8月撮影

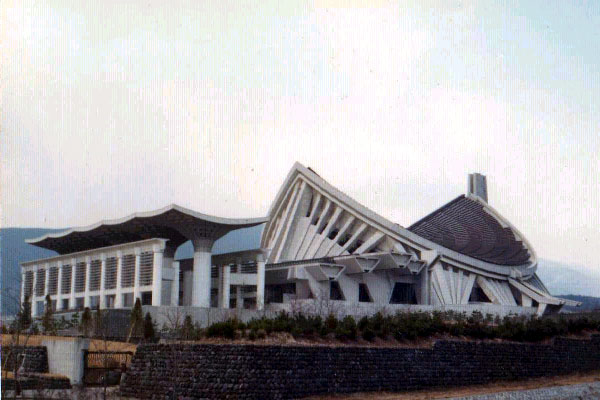
大石寺正本堂、1979年12月撮影

日蓮正宗系の寺院の設計がほとんどだが、千葉県内や静岡県富士宮市内の小学校の設計も行っている。
- 大石寺大講堂 - 静岡県富士宮市、1958年（昭和33年）
- 市川信用金庫本店 - 千葉県市川市、1960年（昭和35年）
- 大石寺大客殿 - 静岡県富士宮市、1964年（昭和39年）、日本建築学会賞、取り壊し
- 護国寺本堂 - 神奈川県鎌倉市、1969年（昭和44年）
- 大石寺正本堂 - 静岡県富士宮市、1972年（昭和47年）、取り壊し
- 富士美術館 - 静岡県富士宮市、1973年（昭和48年）、2008年より大石寺宝物殿
- 流山小学校 - 千葉県流山市
- 江戸川台小学校 - 千葉県流山市
- 妙光寺 - 東京都品川区
- 妙静寺本堂 - 滋賀県高島市
- 立正寺 - 福岡県福岡市中央区
- 常泉寺 (墨田区)大本堂 - 東京都墨田区
- 常在寺 (豊島区)本堂 - 東京都豊島区
- 無上寺本堂 - 東京都八丈町
- 西山本門寺 - 静岡県富士宮市[5]
- 愛生保育園[5]
- 大石寺従業員集合住宅[5]

## 著作
- 栗田勇編著『現代日本建築家全集20 : 横山公男・沖種郎・岡田新一』三一書房、1972年6月
- 横山公男『正本堂のデザイン』聖教新聞社、1974年
- 上野時生編『建築家・随想集 瀬戸の海明り』香川県建築設計監理協会、1981年